# Хроника одной любви
«Хроника одной любви» (итал. Cronaca di un amore) — итальянский кинофильм 1950 года, режиссёрский дебют  Микеланджело Антониони.

## Сюжет
Миланский промышленник Энрико Фонтана (Фердинандо Сарми) женат на красавице Паоле (Лючия Бозе). После того, как он находит её старые фотографии, его одолевает ревность. Может быть, Паола по-прежнему неравнодушна к своему бывшему возлюбленному Гвидо (Массимо Джиротти)? Энрико нанимает детектива, который отправляется на родину Паолы, чтобы расследовать её прошлое.

## В ролях
- Лючия Бозе — Паола
- Массимо Джиротти — Гвидо
- Фердинандо Сарми — Энрико
- Джино Росси[итал.] — детектив Карлони
- Марика Ровски — Джой, манекенщица
- Витория Монделло — Матильда

## Награды
| Премия                | Категория              | Номинация              | Итог   |
| --------------------- | ---------------------- | ---------------------- | ------ |
| Серебряная лента 1951 | Специальный приз жюри  | Микеланджело Антониони | Победа |
| Серебряная лента 1951 | Лучшая музыка к фильму | Джованни Фуско         | Победа |